# Hôtel de la Pilorgerie
L'hôtel de la Pilorgerie est un hôtel particulier de style néo-classique bâti à la fin du XVIIIe siècle, situé dans la rue Georges-Clemenceau, à Nantes, en France. L'immeuble est inscrit au titre des monuments historiques en 1988. Il est bâti symétriquement avec un hôtel jumeau, l'hôtel Cazenove de Pradines.

## Historique
L'hôtel  est construit entre 1770 et 1780. Les façades et toitures sur rue sont inscrites aux monuments historiques par arrêté du 6 juin 1988.

## Architecture
Le plan des hôtels particuliers jumeaux, l'hôtel Cazenove de Pradines (no 17 de la rue Georges-Clemenceau) et l'hôtel de la Pilorgerie, est original par rapport aux autres demeures du même genre dans le Nantes de cette époque. Il semble qu'il n'existe dans la ville qu'un seul autre bâtiment du XVIIIe siècle respectant ce type d'ordonnancement, où une porte s'ouvre sur une cour formée de trois ailes d'un même édifice (il s'agit de l'hôtel de Commequiers, au no 10 de la rue du Roi-Albert). La façade de l'hôtel de la Pilorgerie est surmontée d'un fronton présentant des armoiries.